# Episodi di Bosch (quarta stagione)
La quarta stagione della serie televisiva Bosch, composta da dieci episodi, è stata interamente resa disponibile negli Stati Uniti dal servizio di streaming di Amazon Video il 13 aprile 2018.
In Italia, la stagione è stata interamente pubblicata su Amazon Video il 13 aprile 2018.
| n° | Titolo originale           | Titolo italiano                | Pubblicazione USA | Pubblicazione Italia |
| -- | -------------------------- | ------------------------------ | ----------------- | -------------------- |
| 1  | Ask the Dust               | Chiedilo alla polvere          | 13 aprile 2018    | 13 aprile 2018       |
| 2  | Dreams of Bunker Hill      | Sogni di Bunker Hill           | 13 aprile 2018    | 13 aprile 2018       |
| 3  | Devil in the House         | Il diavolo in casa             | 13 aprile 2018    | 13 aprile 2018       |
| 4  | Past Lives                 | Vite passate                   | 13 aprile 2018    | 13 aprile 2018       |
| 5  | The Coping                 | Reagire                        | 13 aprile 2018    | 13 aprile 2018       |
| 6  | The Wine of Youth          | Il dolce vino della giovinezza | 13 aprile 2018    | 13 aprile 2018       |
| 7  | Missed Connections         | Connessioni perse              | 13 aprile 2018    | 13 aprile 2018       |
| 8  | Dark Sky                   | Cielo nero                     | 13 aprile 2018    | 13 aprile 2018       |
| 9  | Rojo Profundo              | Rojo Profundo                  | 13 aprile 2018    | 13 aprile 2018       |
| 10 | Book of the Unclaimed Dead | Il libro delle morti anonime   | 13 aprile 2018    | 13 aprile 2018       |

## Chiedilo alla Polvere
- Titolo originale: Ask the dust
- Diretto da: Aaron Lipstadt
- Scritto da: John Mankiewicz e Daniel Pyne

### Trama
Un importante avvocato di colore che più volte ha fatto causa al dipartimento di Los Angeles viene ritrovato morto in una funivia, ucciso con due colpi di pistola. Bosch, essendo uno dei pochi detective con cui l’avvocato morto non aveva avuto a che fare, viene messo a capo di una Task Force da Irving per risolvere il mistero. Nella suddetta Task Force è presente anche il capitano Snyder che tempo prima aveva presentato un reclamo nei confronti di Bosch, ma che era stato insabbiato da Irving. Nel frattempo Maddie prova a mettersi in contatto con il nuovo marito della madre su Skype, ma quando il video si avvia nota una asiatico sospetto vestito di nero alla scrivania dell’uomo. Inizialmente tutte le prove dell’omicidio dell’avvocato indicherebbero l’ipotesi di rapina, ma Bosch trova il telefono della vittima con incastrato un biglietto, con il luogo e l’ora per l’appuntamento a cui la vittima era diretto la sera in cui è morto.

## Sogni di Bunker Hill
- Titolo originale: Dreams of Bunker Hill
- Diretto da: Aaron Lipstadt
- Scritto da: John Mankiewicz e Daniel Pyne

### Trama
J. Edgar torna al lavoro un giorno in anticipo e riprende le sue cose che nel frattempo erano state divise tra i colleghi e lentamente ricomincia a lavorare anche se i rapporti con Bosch sono ancora freddi. Bosch scopre che l'avvocato incaricato dal tribunale per gestire l'ultimo caso a cui il morto stava lavorando è lo stesso che lo accusava nella prima stagione e che ha reso pubbliche le circostanze della morte della madre. Con lei interroga il cliente che racconta le terribili torture che ha dovuto subire da parte dei quattro agenti che ha denunciato e il perché Norris avesse accettato il caso. Snyder interroga l'assistente della vittima che gli spiega il modo di lavorare solitario dell'uomo. Di notte Henry entra nell'appartamento della vittima e trova diversi fascicoli sul tavolo a carico di diversi agenti della omicidi. Il giorno dopo, all'arrivo di Pierce e Robertson con il mandato, i fascicoli sono stati ordinati e in casa ci sono tracce di attività recenti e così la Task Force risale all'amante dell'avvocato con cui si doveva vedere la sera dell'omicidio. Alla veglia funebre spontanea per la vittima si presenta anche il killer della bicicletta. L'ex moglie di Bosch continua a non dare notizie alla figlia sul nuovo marito e durante una partita di poker illegale prova a fotografare un gangster asiatico che sembra sospettare qualcosa.

## Il diavolo in casa
- Titolo originale: Devil in the House
- Diretto da: Alex Zakrzewski
- Scritto da: Tom Bernardo

### Trama
La riabilitazione di J. Edgar continua e l'agente cerca di rimettere insieme la sua vita dopo l'incidente e la decisione di rientrare in polizia che l'ha portato a divorziare dalla moglie, anche se ogni tanto si vedono ancora e sono in buoni rapporti. Eleonor è seguita da qualcuno di notte, ma scopre essere l'FBI per cui lavora. La donna è ancora in conflitto con Maddie perché la ragazza non ha notizie di Reggie da mesi e scopre i problemi che tengono l'uomo bloccato in Cina direttamente da lui in una breve videochiamata invece che dalla madre. Nel frattempo il lavoro della Task Force per l'omicidio del signor Elias continua. Terry Drake si presenta in anticipo, scopre i dettagli dell'indagine furtivamente e ne parla con due dei quattro agenti che si sarebbero dovuti difendere in tribunale dall'accusa di violenze su un afroamericano assistito dall'avvocato Elias prima di morire, il caso Black Guardian. Rooker ha un alibi mentre Sheehan era solo a casa a bere e va nel panico. Robertson intanto interroga gli agenti Fix e Pipes, coinvolti nello scandalo e vengono acquisite delle immagini in cui si vede la mano dell'assassino sparare. Bosch va a trovare il figlio della vittima del suo caso, Millie Elias, che accusa Terry Drake per scagionarsi, in quanto anche lui stesso aveva un movente per uccidere suo padre. La versione dell'alibi del ragazzo per la sera dell'omicidio si rivela falsa e il giovane si presenta in centrale con l'ex-assistente legale del padre per ammettere un reato minore commesso la sera dell'omicidio del padre. Irving parla con Bosch e lo ammonisce di non scavare nel passato, e in particolare nel caso della morte di sua madre, in quanto Walker gli ha riferito un suo ambiguo avvicinamento che l'ha lasciato perplesso. J.Edgar viene assegnato alla task force di Bosch. Tornato a casa Bosch trova Sheehan ubriaco, armato e un po' scosso che lo aspetta nella sua veranda per parlagli del caso Elias e provare a convincerlo della sua innocenza, in quanto unico agente del caso Black Guardian senza un alibi per la sera dell'omicidio.

## Vite passate
- Titolo originale: Past Lives
- Diretto da: Tim Hunter
- Scritto da: Shaz Bennett e Elle Johnson

### Trama
Sheehan si calma e cerca di convincere Bosch raccontandogli la verità sulle violenze a Michael Harris. Passa la notte a casa del detective e prima dell'alba va via, lasciando la sua pistola e dandosi alla fuga. Nel frattempo J.Edgar e Laytona provano faticosamente a ricostruire il loro rapporto, ma hanno problemi di comunicazione. Eleanor riceve la chiamata di Reggie e chiama Bosch per sfogarsi. Nell'ambito della sua collaborazione con l'FBI, la donna stava investigando sullo zio del marito che è stato costretto a scegliere tra i suoi affari e lei e Maddie. La donna, molto scossa, riceve una chiamata da un numero sconosciuto che ignora e, sconvolta per la fine del suo matrimonio, si avvia in lacrime verso l'auto dopo aver parlato con Harry in un bar e lasciando il suo telefono sul tavolo. Mentre Bosch la chiama per restituirglielo, due persone in moto, vestite di nero e col casco nero, passano e sparano alla donna, che non sopravvive. Nel frattempo Robertson riceve la chiamata da Pamela Duncan, ex-amante di Howard Elias e scopre così che c'è stata una fuga di notizie dalla Task Force. Il detective incontra anche il partner di Sheehan, Rooker, che non gli dà informazioni utili sul fuggiasco. Tuttavia nell'appartamento dell'uomo trovano una pistola nascosta nell'armadio ed esaminando i video del tribunale si procurano un video di Sheehan che minaccia Elias di "piantargli una pallottola nel sedere" esattamente come è stato ucciso l'uomo. Durante un incontro pubblico in cui si presenta il killer della bicicletta, un'attivista viene fermata e poi rilasciata perché protestava per far passare il caso Elias all'FBI. Prima di lasciare la centrale ha un breve colloquio con Irving che la rassicura sull'imparzialità di Bosch e la vorrebbe spingere a contribuire alla sua causa in maniera meno polemica e più ordinata.

## Reagire
- Titolo originale: The Coping
- Diretto da: Alex Zakrzewski
- Scritto da: Jeffrey Fiskin

### Trama
Mentre Harry e Maddie sono alle prese con le conseguenze emotive della loro perdita, Bosch riceve una telefonata da Sheehan che non riesce a rintracciare, ma facendo pedinare Drake scopre che questi sta aiutando il fuggiasco. Il detective, in un flashback, ricorda di quando era in piscina e un poliziotto venne a comunicargli la morte della madre. Nel frattempo J.Edgar recupera di nascosto il telefono di Eleanor e ne estrae il contenuto, per poi restituire il device all'FBI per cui la donna lavorava, dicendo al supervisore della defunta che lui sarà sempre dalla parte di Bosch. Tuttavia Latonya non è molto contenta del suo lavoro e vuole che l'uomo tenga il lavoro lontano dai loro figli. Bosch esamina i video delle telecamere e scopre che chi ha sparato all'ex-moglie portava una coda bionda fuori dal casco ma é subito costretto a uscire per cercare la figlia che non si trova a scuola e non risponde alle sue chiamate. L'uomo allora si reca nell'appartamento di Eleanor, rintraccia la figlia a casa di un suo coetaneo, dove lei ripensa a quando, a Las Vegas, osservava dal fondo della piscina sua madre nuotare in apnea sopra di lei. Il detective la va a prendere e, dopo una breve conversazione, la porta a vedere la madre all'obitorio. Irving scopre tutte le informazioni possibili su Desiré Zelay, la donna che è stata fermata per proteste nell'episodio precedente, e pensa a un modo per fermare la sua protesta. Robertson incontra Drake in un bar e gli rinfaccia di star aiutando Sheehan. Nel finale, in un nuovo flashback si vede il giovane Bosch, sul fondo della piscina in cui nuotava quando ha ricevuto la comunicazione della morte della madre, venire recuperato da qualcuno che si butta interamente vestito per tirarlo su.

## Il dolce vino della giovinezza
- Titolo originale: The Wine of Youth
- Diretto da: Zetna Fuentes
- Scritto da: John Mankiewicz

### Trama
Dopo aver individuato il Golden Soup, il ristorante che Eleanor ha filmato col suo cellulare, e aver appreso di più dall'agente Deng sul caso a cui Eleanor stava lavorando, Bosch decide di lasciar perdere l'uomo del video e concentrarsi sulla ricerca di chi ha sparato a Eleanor. In seguito Edgar, grazie ad un numero sul telefono di Eleanor, rintraccia Tiffany Hsu, un giocatore che era presente la notte del video. Maddie recupera una cassetta di sicurezza lasciata da sua madre. Il killer di Koreatown rimane ucciso in un incidente stradale. Billets, Stanlio e Ollio accorrono sulla scena, ignari dell'identità della vittima, anche se Stanlio nota che l’uomo rimasto ucciso portava una pistola. Sheehan viene avvistato mentre si intrufola nella casa della sua ex-moglie. Bosch accorre sul posto e riesce a convincere Sheehan a lasciar cadere la pistola e ad arrendersi, insistendo sul fatto che crede ancora nell'innocenza di Sheehan. Tuttavia, dopo l'arresto di Sheehan, un rapporto balistico conferma che il proiettile trovato nel corpo di Elias corrisponde all'arma di servizio di Sheehan.

## Connessioni perse
- Titolo originale: Missed Connections
- Diretto da: Daisy von Scherler Mayer
- Scritto da: Jeffrey Fiskin

### Trama
Gli agenti Edgewood e Powers, fuori servizio e sotto l'influenza dell’alcool, interpretano erroneamente come furto d'auto una situazione tranquilla, usando una forza eccessiva. Un altro ufficiale fa una segnalazione, ma Billets la tiene nascosta per non aggravare ulteriormente il crescente movimento di protesta. Con Frank Sheehan arrestato per l'omicidio di Elias, ma che insiste sul fatto di essere stato incastrato, Bosch comincia a seguire il proprio istinto. Sospettando che Elias abbia in qualche modo acquisito le riprese dell'interrogatorio dei Black Guardians, Bosch indaga nel bagno della discarica dove è avvenuto l'interrogatorio e conferma l'esistenza di una telecamera nascosta di cui precedentemente non si era notata la presenza. Irving informa Walker che c’è un sospettato nell'incendio della casa di riposo, probabile dipendente di una delle imprese di costruzione di Walker. Edgar parla con Tiffany Hsu, che lo informa che Ting, il proprietario del ristorante Golden Soup, sembrava avere familiarità con l'uomo del video. Maddie si mette finalmente in contatto con Reggie, il quale spiega di essere stato segnalato come minaccia alla sicurezza quando il governo cinese ha saputo del coinvolgimento di Eleanor in un'indagine internazionale. Mentre le proteste si intensificano, l’auto di Robertson e Pierce viene colpita da una bottiglia molotov fuori dalla stazione di polizia. Dato che Sheehan continua a sostenere di essere stato incastrato, Bosch esamina un vecchio caso in cui Sheehan aveva sparato con la sua arma e trova il proiettile mancante. Esaminando i registri, Bosch scopre che Amy Snyder aveva controllato il fascicolo del caso pochi giorni prima.

## Cielo nero
- Titolo originale: Dark Sky
- Diretto da: Ernest Dickerson
- Scritto da: Elle Johnson

### Trama
Bosch affronta Snyder chiedendo conto del proiettile mancante nel fascicolo del caso, ma Snyder si dichiara innocente, rivelando l’esistenza di una telecamera di sicurezza segreta nell’archivio. Controllando i filmati, Bosch scopre che l’agente Lincoln ha controllato il fascicolo del caso usando il nome della Snyder. Sospettando che Lincoln abbia scambiato i proiettili del caso Elias con la vecchia sparatoria di Sheehan per incastrarlo, Bosch e il resto della task force organizzano un falso interrogatorio con il detective Rooker per tendere un'imboscata alla Lincoln. Pierce torna a Angel's Flight, localizzando il proiettile che ha ucciso l'operatore ferroviario, che non combacia con il proiettile di Sheehan. Maddie va nel deserto, alla ricerca del luogo in cui è stata scattata una vecchia foto di Eleanor e di se stessa da piccola. Irving incontra pubblicamente l’agitatrice Zealy e le offre un posto in un comitato di sorveglianza civile, il che mette i suoi seguaci contro di lei quando la vedono parlare con un poliziotto. Bosch ed Edgar mettono alle strette Ting al Golden Soup, e così apprendono che l'uomo del video si chiama Shiwei Chen. Incontrano inoltre il detective Gabriel Moy, che identifica un gruppo di sicari locali - i Baby Bandit Boys - che Chen potrebbe aver incaricato di eseguire la sparatoria. Mentre i tre detective perlustrano un bar karaoke frequentato dai "BBs", due uomini che assomigliano agli assassini di Eleanor aprono improvvisamente il fuoco. Moy uccide uno di loro nella sparatoria, ma il secondo uomo scappa da Bosch su una moto.

## Rojo Profundo
- Titolo originale: Rojo Profundo
- Diretto da: Neema Barnette
- Scritto da: Michael Connelly

### Trama
Inizia una caccia all'assassino di Eleanor, identificato come un gangster locale, Eddie Veng. Shiwei Chen, che si rivela essere un funzionario del governo cinese, si presenta inaspettatamente di persona alla stazione di polizia e parla con Bosch, chiedendo informazioni su Reggie. L'FBI monitora i movimenti di Chen, così come la casa di Bosch, per garantire la sua sicurezza e quella di Maddie. Con la protesta incombente e Zealy fuori gioco, la polizia e i manifestanti discutono sul luogo per inscenare la protesta: Billets propone un compromesso efficace. Alla presenza del procuratore distrettuale O'Shea, Lincoln confessa il suo coinvolgimento nel caso Elias: ha scoperto la telecamera nascosta nel bagno della discarica durante l'indagine iniziale, ma l'ha consegnata a Bradley Walker invece di denunciarla. Lincoln afferma che lei e Walker avrebbero segretamente fornito prove a Elias; la decisione di Elias di portare i Black Guardian in tribunale ha però messo a repentaglio la carriera di Walker, e Walker avrebbe ucciso personalmente Elias per impedirlo. Con nient'altro che la confessione di Lincoln tra le mani, O'Shea si rifiuta di incriminare Walker. Ricordando che Walker aveva un alibi all'hotel Biltmore la notte dell'omicidio di Elias, Bosch torna all’hotel e scopre una porta sul retro che fornisce un passaggio segreto direttamente a Angel’s Flight.

## Il libro delle morti anonime
- Titolo originale: Book of the Unclaimed Dead
- Diretto da: Ernest Dickerson
- Scritto da: Daniel Pyne

### Trama
Il detective Moy segue i movimenti di Eddie Veng in un bar locale, dove il suo corpo viene trovato nel bagagliaio con il biglietto da visita di Bosch in bocca. Bosch si precipita in aeroporto, dove Shiwei Chen sta salendo su un aereo per lasciare il paese. L'FBI costringe Bosch a lasciar andare Chen; Bosch prende a pugni Griffin, sottraendo di nascosto il suo telefono. Bosch dà il telefono a Deng e rivela i suoi sospetti che Griffin abbia compromesso Eleanor, inviando a un intermediario cinese la foto presa all’interno del Golden Soup. Bosch lascia a Deng il compito di indagare sulla colpevolezza di Griffin. Arriva il giorno della grande protesta contro la polizia: la partecipazione però è irrisoria, rovinando il tentativo del sindaco Ramos di crearsi visibilità. Ritenendo che Elias tenesse con sé il video dell’interrogatorio dei Black Guardian, Bosch cerca tra gli effetti personali di Elias trovati sulla scena del crimine; scopre così una micro scheda SD nascosta all'interno di un finto quarto di dollaro, contenente il video di Sheehan e Drake che torturano Michael Harris. Decide di consegnare la scheda SD allo stesso Harris ed all'assistente di Elias, Kaplan, per riesumare il processo. Bosch mostra a Edgar l'ingresso del passaggio sotterraneo e gli illustra la sua teoria, secondo cui Walker avrebbe abbandonato lì la sua pistola dopo il delitto Elias. Bosch attira Walker nel tunnel con un falso messaggio dal telefono di Lincoln, cogliendolo in flagrante mentre recupera l'arma del delitto. Walker tenta inutilmente di indurre Bosch a ucciderlo; Edgar arriva sul posto per dare rinforzi e assiste, non visto, alla scena. Bosch convince Walker a confessare gli omicidi di Howard Elias e della madre di Bosch; Walker viene arrestato ed Edgar rivela che ha assistito alla sua confessione. Bosch porta Maddie nel deserto, dove spargono le ceneri di Eleanor.